# Autorización federativa para el gobierno de embarcaciones de recreo
La Autorización Federativa para el gobierno (o manejo) de embarcaciones de recreo es un título español, popularmente conocido como Licencia Federativa o "titulín", que da derecho a gobernar embarcaciones de recreo de hasta 6 metros de eslora y una potencia máxima de motor de 40 kW, en navegaciones con luz diurna en áreas delimitadas por la Capitanía Marítima.
Desde octubre de 2014 ha dejado de expedirse. Realizando 4h. de prácticas se puede canjear por la Licencia de navegación.
| Distintivo | Título                              | Eslora max. (metros)                                                            | Zona (millas)     | Moto náutica | Notas |
| ---------- | ----------------------------------- | ------------------------------------------------------------------------------- | ----------------- | ------------ | --- |
|            | Capitán de yate                     | Embarcaciones de recreo: 24 Buques de recreo: sin límite (arqueo max.: 3000 GT) | Sin límite        | A            | Habilitación vela independiente                                                                                       |
|            | Patrón de yate                      | 24                                                                              | 150               | A            | Habilitación vela independiente                                                                                       |
|            | Patrón de embarcaciones de recreo   | 15 (→24)                                                                        | 12 (→Baleares)    | A            | Habilitación vela independiente. Habilitación 24 m. y navegación a Baleares opcional                                  |
|            | Patrón de navegación básica         | 8                                                                               | 5                 | A            | Habilitación vela independiente                                                                                       |
| —          | Licencia de navegación              | 6                                                                               | 2                 | A            | Navegación diurna |
| —          | Autorización federativa ("titulín") | 6 (potencia max.: 40 kW)                                                        | Zonas delimitadas | —            | Navegación diurna (obsoleta; sustituida por Licencia de navegación, posibilidad de canje realizando 4h. de practicas) |
| —          | Sin título                          | motor: 5 (potencia max.: 11,26 kW)                                              | 2                 | —            | Navegación diurna |
| —          | Sin título                          | vela: 6                                                                         | 2                 | —            | Navegación diurna |

## Requisitos para su obtención
- Haber cumplido 16 años
- Sólo menores de edad: permiso paterno
- Realizar un reconocimiento médico
- Superar un examen teórico y prácticas (no obligatorias), organizado por las Federaciones náutico-deportivas de motonáutica y de vela
- Solicitar la expedición de la autorización federativa

## Examen
Contenido del examen teórico.
Tiempo máximo una hora.
Tipo test de veinte preguntas de las cuales se pueden fallar globalmente siete respuestas, no obstante de las preguntas de reglamentos no se pueden fallar más de tres de las seis que consta.

## Temario
1.- REGLAMENTO INTERNACIONAL DE ABORDAJES EN LA MAR (EXTRACTO)
1.1.- Generalidades: Ámbito de aplicación. Responsabilidad. Definiciones generales.
1.2.- Reglas de rumbo y gobierno: Conducta de los buques en cualquier condición de seguridad: Vigilancia. Velocidad de seguridad. Riesgo de abordaje. Maniobras para evitar el abordaje. Canales angostos.
1.3.- Conducta de los buques que se encuentran a la vista uno de otro: Buques de vela. Buque que alcanza. Situación de vuelta encontrada. Situación de cruce. Maniobra del buque que cede el paso. Maniobra del buque que sigue a rumbo. Obligaciones entre categorías de buques.
1.4.- Conducta de los buques en condiciones de visibilidad reducida.
1.5.- Señales de Socorro.
1.6.- Reglamento de Policía de puertos: zonas de navegación.
2.- TECNOLOGIA NAVAL (NOMENCLATURA)
2.1.- Estructura del buque: Buque: Definición y características principales. Casco: Formas del casco.
2.2.- Obra viva y Obra muerta - Línea de flotación - Proa y Popa - Definición y clases, (idea).
2.3.- Costados - Estribor - Babor - Amuras - Través - Quilla - Aletas - Cuadernas - Orza Pantoque - Espejo - Pasamanos - Candeleros - Imbornales - Bañera - Tambucho - Cornamusas - Gaza - Mordaza.
2.4.- Medidas y dimensiones: Definición y clases. Eslora - Manga - Puntal - Calado.
2.5.- Unidades de distancia y velocidad: Milla - Nudo.
2.6.- Estabilidad: Definición. Escorar - Adrizar - Cabeceo - Balance. Causas que pueden alterar la estabilidad de una embarcación. Cómo deben situarse a bordo las personas que naveguen en una pequeña embarcación, para evitar que pueda darse la vuelta.
2.7.- Gobierno de una embarcación. Rumbo: Definición y clases: Verdadero, magnético y de aguja, (noción básica). Idea de la Rosa de los Vientos y de la utilización de un compás magnético. Timón: Descripción y partes. Idea de su utilización. Caña: Manejo de la misma. Pala - Alargadera.
2.8.- Anclas y fondeos: Descripción y partes del ancla. Anclas más utilizadas en las embarcaciones de recreo: Danforth - Bruce - Arado - Anclote - Rezón. Cadena o cabo de fondeo - Grillete. Precauciones básicas que deben adoptarse al fondear. Garreo, cómo evitarlo. Borneo, (idea). Idea básica de cómo levar un ancla.
2.9.- Hélices: Descripción de sus partes más notables. Núcleo - Palas. Instalación de una hélice: Eje y bocina. Hélices para embarcaciones rápidas, (características esenciales).
2.10.- Elementos de Amarre: Cabos y nudos. Cabo: Definición y uso. Partes de un cabo: Chicote, Seno y Gaza. Maniobras con los cabos: Cobrar y arriar un cabo - Hacer firme, tomar vueltas. Nudos más usuales: Cote - Medio nudo - Nudo llano - As de guía - Ballestrinque - Ahorcaperros.
2.11.- Elementos auxiliares: Noray - Boya - Muerto - Cáncamo - Grillete - Cornamusa - Defensa.
3.- PRIMEROS AUXILIOS
3.1.- Asfixia y reanimación. Respiración artificial. Método boca a boca. Idea básica del tratamiento de la insolación y de la hipotermia. Cómo cuidar a un accidentado, (noción básica).
3.2.- Socorrismo Náutico, cómo practicarlo.
3.3.- Recogida y cuidados en caso de caída de hombre al agua.
3.4.- Material de salvamento. Utilización del chaleco salvavidas. Aparatos flotantes y balsas de salvamento. Bengalas, Cohetes, Lanzabengalas.
3.5.- Material de seguridad: Extintores, cómo utilizarlos. Baldes contraincendios. Idea elemental de actuación en caso de incendio y abandono de buque.
4.- MOTORES
4.1.- Clasificación de los motores: Motores de 2 y 4 tiempos, Motores Diesel, Semidiesel y de Explosión, Motores Interiores, Fuera borda, e Intraborda.
4.2.- Partes principales de los motores: Bloque - Culata - Cárter - Cilindro y camisa - Ëmbolo - Áros - Biela - Cigüeñal - Válvulas - Eje de levas - Volante - Bancada.
4.3.- Funcionamiento general de un motor: Motor de explosión de 4 tiempos; Motor Diesel de 4 tiempos; Motor de explosión de 2 tiempos; Diferencias entre los motores de explosión y los motores Diesel. Diferencias entre los motores interiores y fueraborda.
4.4.- Carburación - Inyección - Encendido - Refrigeración - Lubricación.
4.5.- Normas y precauciones en el manejo de los motores. Preparación para la puesta en marcha. Arranque. Parada.
4.6.- Precauciones básicas que deben adoptarse para el invernaje.
4.7.- Normas elementales para el mantenimiento del motor.
4.8.- Averías más frecuentes y sus posibles soluciones, cuando el motor no arranca, pierde potencia o falla.